# نوكيا اشا 202
نوكيا اشا 202 هو هاتف ذكي من نوكيا ضمن سلسلة آشا يعمل بنظام سيمبيان تم الكشف عنه عام 2012، تم طرحه في الأسواق في 7/2012.

## الخصائص
- نظام التشغيل: سيمبيان
- الكاميرا الخلفية: 2 ميجا
- الوزن: 115
- الذاكرة: 16 ميجا
- التخزين: 32 ميجا

## التوفر
متوفر في جميع الدول